# Église des Piaristes Maria Treu de Vienne
L’église des Piaristes Maria Treu de Vienne est une église catholique romaine de Vienne, dans l'arrondissement de Josefstadt.

## Histoire
Le nom de l'église fait référence à l'image de la grâce de Maria Treu à Josefstadt, peinte par Josef Herz à l'occasion de l'épidémie de peste en 1713 et transférée de la Schmerzenskapelle à la nouvelle église. À partir de 1721, la fête patronale est "Maria Treu" d'après cette peinture.
L'église est construite de 1698 à 1719, probablement selon les plans de Lukas von Hildebrandt, en tant qu'église de l'ordre des Clercs réguliers de la Mère de Dieu pour les écoles pies, qui tiennent un Gymnasium à Josefstadt depuis 1701. Les maîtres tailleurs de pierre Sebastian Regondi et Joseph Winkler sont aux commandes. La reconstruction est achevée en 1753 par Mathias Gerl.
L'église est restaurée pour la première fois vers 1890. La façade (serpentine borrominesque) est le seul exemple viennois d'une façade convexe à la manière des églises romaines Santi Luca e Martina et Maria della Pace de Pierre de Cortone.
En 1862, Maria-Treu-Gasse est nommée d'après l'église de Josefstadt, et en 1929 la section de Piaristengasse directement en face de l'église Jodok-Fink-Platz.
Le pape Pie XII élève le 27 août 1949 l'église au rang de basilique mineure dans l'exhortation apostolique Trecentesimum annum.

## Description
L'église est au centre de la place carré ; le bâtiment à l'aile gauche de la place est le collège, l'aile droite le gymnasium et au centre du parvis est la colonne de Marie érigée en 1713. La façade au deux clochers a une section médiane légèrement arquée et une structure en colonnes. De 1858 à 1860, les deux clochers, construites en 1752 sans flèche, sont surélevées par le maître d'œuvre Franz Sitte, pourvus de flèches et donnant à la façade son aspect actuel.
L'intérieur de l'église a un plan d'étage extrêmement compliqué. Le centre de l'espace central cruciforme forme un ovale presque circulaire avec un dôme plat, qui est entouré de six autels latéraux. Les fresques du plafond sont une œuvre majeure de Franz Anton Maulbertsch : cinq fresques que le peintre le plus important du baroque tardif autrichien crée en 1752 et 1753. Dans le dôme principal se trouve une représentation de Marie dans le ciel, tandis que des scènes de l'Ancien et du Nouveau Testament sont sur le bord. Toutes les figures sont entrelacées, comme dans une rivière qui déferle ; dans la composition, la couleur domine le contour. La construction, qui est au premier plan, par exemple, avec Daniel Gran puis Paul Troger et plus tard avec le classicisme, recule au profit du jeu de la lumière et de la couleur.

## Orgue
L'orgue est fabriqué de 1856 à 1858 en utilisant l'orgue précédent de Josef Loyp (de) (1843) par le facteur d'orgue Carl Friedrich Ferdinand Buckow. C'est un orgue à volet coulissant purement mécanique avec 36 registres sur trois manuels et un pédalier et qui a 2416 tuyaux.

## Musique
L'Église piariste est connue pour son excellente acoustique et en conséquence populaire auprès des musiciens.
Des messes célèbres sont créées dans l'église comme :
- le 26 décembre 1796 la Missa in tempore belli de Joseph Haydn.
- le 22 novembre 1855 la Missa pro defunctis de Franz von Suppé
- le 12 novembre 1963 la messe de Paul Hindemith

L'église eut pour musiciens :
- Václav Plachý (1785–1858), organiste de 1811 à 1858
- Robert Fuchs (1847–1927), organist à la fin des années 1860
- Hans Rott (1858–1884), organiste
- Carl Führich (1865–1959), chef de chœur en 1891
- Hans Gillesberger (1909–1986), chef de chœur en 1935